# ماشینم را بران
ماشینم را بران (انگلیسی: Drive My Car) فیلمی در ژانر درام به کارگردانی ریوسوکی هاماگوچی و بر اساس داستانی کوتاه به همین نام از مجموعه «مردان بدون زن» (۲۰۱۴) نوشته هاروکی موراکامی است. گرچه در نوشتن فیلم‌نامهٔ که نوشته ریوسوکی هاماگوچی و تاکاماسا اوئه است؛ از تمام داستان‌های مجموعه الهام گرفته شده‌است. این فیلم محصول سال ۲۰۲۱ کشور ژاپن می‌باشد.
از بازیگرانی که در این فیلم به ایفای نقش پرداخته‌اند، می‌توان از نیشی‌جیما هیده‌توشی در نقش «یوسوکه کافوکو»، ریکا کیریشیتا در نقش «اوتو کافوکو»، ماساکی اوکادا در نقش «کوجی تاکاتسوکی» و توکو میورا در نقش «میساکی واتاری» نام برد.

## داستان
«یوسوکه کافوکو» بازیگر و کارگردان سرشناس تئاتر با «اوتو کافوکو»، فیلمنامه‌نویس جذاب ازدواج کرده‌است. اوتو داستان فیلم‌نامه‌های خود را در طول رابطه‌جنسی با یوسوکه تصور و آنها را برای او روایت می‌کند. اوتو پس از تماشای تئاتر همسرش به‌نام «در انتظار گودو»، یوسوکه را با همکار خود که یک بازیگر جوان و متکبر به‌نام «کوجی تاکاتسوکی» است، آشنا می‌کند. هنگامی که یوسوکه به خاطر به تعویق یک روزه پروازش، برای شرکت در جشنواره به خانه برمی‌گردد، متوجه می‌شود که همسرش در حال خیانت با مرد جوانی است؛ که تصور می‌کند کوجی است. او بی‌سر و صدا و بدون جلب‌توجه او را ترک می‌کند؛ و حتی پس از تماس اینترنتی همسرش، موضوع را با او مطرح نمی‌کند.
پس از تصادف رانندگی، یوسوکه به بیمارستان می‌رود و متوجه می‌شود که در یک چشمش آب سیاه دارد و باید قطره‌های چشمی تجویز شده را برای جلوگیری از نابینایی کامل، به صورت مداوم مصرف کند. مشخص می‌شود که آن‌ها فرزند ۴ ساله‌ای را بر اثر ذات‌الریه از دست داده‌اند؛ و بر سر بچه‌نداشتن به تفاهم رسیده‌اند. پس از برگشت از مسافرت، اوتو با او مهربانی می‌کند؛ و با هم در حالی سکس می‌کنند، که اوتو داستان فیلم‌نامه خود را برای او کامل‌تر می‌کند. یک روز، زمانی که یوسوکه به سر کار می‌رود، اتو به او می‌گوید که می‌خواهد بعدازظهر با او صحبت کند. یوسوکه دیرتر به خانه برمی‌گردد؛ و جسد اوتو را که در اثر خونریزی مغزی فوت کرده‌است؛ را می‌یابد. یوسوکه پس از تشییع جنازه‌اش، هنگام اجرای نمایش دایی وانیا (نمایشنامه چخوف) دچار اختلال می‌شود و قادر به ادامه نمایش نیست.
دو سال بعد، یوسوکه با ثبت قرارداد با یک شرکت تولید تئاتر، اقامت در هیروشیما را می‌پذیرد، جایی که او باید یک اقتباس چند زبانه از رمان عمو وانیا را کارگردانی و برروی صحنه ببرد. شرکت تئاتر از یوسوکه می‌خواهد که خودش رانندگی نکند؛ و رانندگی ماشین شخصی خود را که یک ساب ۹۰۰ توربو ۱۹۸۷ قرمز رنگ است؛ را به یک راننده زن جوان و ماهر به‌نام «میساکی واتاری» بسپارد.
یوسوکه، کوجی را که اخیراً به دلیل رفتار نامناسب به حرفه‌اش آسیب رسانده‌است؛ علی‌رغم سن کم و نگرانی‌ها برای رفتار نامنظمش، به عنوان بازیگر عمو وانیا انتخاب می‌کند. یک شب، یوسوکه با کوجی در یک بار ملاقات می‌کند؛ جایی که علی‌رغم تصور یوسوکه، کوجی اعتراف می‌کند، که اوتو را دوست داشته‌است؛ اما ادعا می‌کند که این یک عشق نافرجام بوده‌است.
در طول رانندگی، پیوندی عاطفی بین یوسوکه و میساکی شکل می‌گیرد. یوسوکه در مورد اتو و از دست دادن دخترشان، که در صورت حیات، هم‌سن و سال میساکی بود، به او می‌گوید. میساکی هم به او دربارهٔ مادر بدرفتارش که پنج سال قبل در رانش زمین فوت کرده بود؛ و بر اثر آن سانحه زخم برجسته‌ای روی گونه چپش بر جای مانده‌است؛ می‌گوید.
یوسوکه مجدداً از عدم کنترل کوجی بر متن، از او انتقاد می‌کند. کوجی که ناراحت است؛ مردی را دنبال می‌کند؛ که بدون اجازه از او عکس می‌گرفت. در طول رانندگی به خانه، یوسوکه در مورد نحوه سکس با اتو و شیوه گفتن فیلم‌نامه‌ها در طول رابطه‌جنسی و به ارگاسم رسیدنش و همچنین فراموشی فردا صبح اوتو و یادآوری متن برای نوشتن و اینکه تکرار این‌کار، باعث کم‌کردن غم از دست دادن فرزندشان شده بود؛ با کوجی صحبت می‌کند و فاش می‌کند که او از خیانت‌های همسرش اطلاع داشته‌است؛ اما سکوت کرده، زیرا معتقد بود که با وجود آن روابط، همسرش همچنان عاشق او بوده‌است. کوجی که برخورد یوسوکه با ماجرا را می‌بیند؛ داستان آخرین فیلمنامه اتو را که یوسوکه هرگز به‌طور کامل نشنیده بود؛ برای او کامل می‌کند.
چند روز بعد، پلیس در جلسه تمرین تئاتر، کوجی را دستگیر می‌کند، زیرا عکاس به دلیل جراحات وارده در درگیری جان خود را از دست داده بود. مدیران تئاتر به یوسوکه یک انتخاب پیشنهاد می‌کنند: یا نقش وانیا را خود یوسوکه اجرا کند؛ یا نمایش را به‌طور کلی لغو شود.
یوسوکه با گرفتن مهلت از مدیران، از میساکی می‌خواهد که او را به خانه دوران کودکی اش در هوکایدو ببرد. در طول سفر یوسوکه از احساسش می‌گوید؛ که اگر زودتر به خانه می‌آمد تا با بحثی که همسرش از او می‌خواست؛ داشته باشد؛ می‌توانست اوتو را نجات دهد. میساکی هم در طول سفر فاش می‌کند، که می‌توانست مادرش را در رانش زمین نجات دهد؛ اما این کار را نکرده‌است. آنها به بقایای خانه دوران کودکی میساکی می‌رسند؛ و با غم و اندوه تجربه شده جداگانه یکدیگر در مواجهه با شکست‌های عاطفی زندگی و در حالی که برف شروع به بارش می‌کند، همدیگر را به آغوش می‌کشند. سپس به هیروشیما بازمی‌گردند، جایی که یوسوکه نقش وانیا را بر عهده می‌گیرد و اجرای پرشوری را در برابر تماشاگران زنده و میساکی اجرا می‌کند.
میساکی خرید مواد غذایی در مارکت را تمام می‌کند و وارد ساب قرمز می‌شود. سگی در صندلی عقب منتظر اوست. او ماسک خود را برمی‌دارد و نشان می‌دهد که جای زخمش به سختی قابل مشاهده است.

## جوایز
این فیلم در مجموع ۱۶۸ بار نامزد دریافت جایزه از فستیوال‌های معتبر جهانی فیلم گردید؛ و ۷۷ بار نیز موفق به دریافت آن گردید. از جمله مهم‌ترین جوایزی که این فیلم موفق به کسب آن گردید؛ می‌توان به:
برنده جایزه نخل طلا برای بهترین فیلم‌نامه در بخش اصلی در هفتاد و چهارمین جشنواره فیلم کن
برنده جایزه اسکار بهترین فیلم بین‌المللی در نود و چهارمین دوره جوایز اسکار
نامزد دریافت سه جایزه، بهترین فیلم‌برداری، بهترین کارگردان و بهترین فیلمنامه اقتباسی در نود و چهارمین دوره جوایز اسکار
بهترین فیلم خارجی زبان در هفتاد و نهمین مراسم گلدن گلوب
همچنین این اثر نخستین فیلم غیر انگلیسی زبان شد که از هر سه گروه مهم منتقدان ایالات متحده (انجمن منتقدان فیلم لس آنجلس، حلقه منتقدان فیلم نیویورک و انجمن ملی منتقدان فیلم) جایزه بهترین فیلم را کسب کرد.
این فیلم تحسین منتقدان گسترده‌ای را دریافت کرد، و بسیاری آن را یکی از بهترین فیلم‌های سال ۲۰۲۱ اعلام کردند.
این فیلم به عنوان برنده اصلی جوایز آسیا و پاسیفیک ۲۰۲۳ انتخاب شد.

## فروش
این فیلم از ۸ آوریل ۲۰۲۲ در ایالات متحده و کانادا ۲٫۳ میلیون دلار و در سایر مناطق ۱۲٫۳ میلیون دلار به دست آورده‌است؛ یعنی مجموعاً ۱۴٫۷ میلیون دلار در سراسر جهان است. این فیلم در زمان نامزدی اسکار خود در ۸ فوریه ۲۰۲۲، ۹۴۴۰۰۰ دلار فروش داشت. از آن زمان تا ۲۰ مارس، ۱٫۱۵ میلیون دلار (افزایش ۱۲۲ درصدی)، در مجموع ۲٫۱ میلیون دلار دیگر فروش داشت. مجموع فروش فیلم تاکنون به رقم ۱۵٬۳۳۱٬۶۹۷ دلار رسیده‌است.

## تولید و انتشار
تولید این فیلم که توسط ریوسوکی هاماگوچی کارگردانی شده‌است؛ قرار بود در ابتدا در بوسان کره‌جنوبی ساخته شود، اما به دلیل همه گیر کووید-۱۹ به هیروشیما تغییر یافت. اولین نمایش جهانی فیلم در جشنواره فیلم کن به تاریخ ۱۱ ژوئیه ۲۰۲۱ و در رقابت برای نخل طلا بود.

## فیلم‌نامه
ریوسوکی هاماگوچی و تاکاماسا اوئه، نویسنده فیلمنامه بودند. این اساساً بر اساس داستان کوتاهی به همین نام توسط هاروکی موراکامی از مجموعه داستان کوتاه او به‌نام مردان بدون زن (۲۰۱۴) است. این فیلمنامه همچنین دارای عناصری از داستان‌های هاروکی موراکامی «شهرزاد» و «کینو» (هر دو نیز بخشی از مردان بدون زن) است.
تعدادی سکانس در فیلم گنجانده شد؛ که با طرح اصلی بررسی شده در داستان کوتاه موراکامی متفاوت بود؛ که از خلاصه کوتاهی از داستان کتاب مشخص است:
" «کافوکو»، یک بازیگر کهنه کار و مجرد، راننده بیست و چهار ساله «میساکی واتاری» را استخدام می‌کند تا برای او در اطراف توکیو به‌دلیل ابطال گواهینامه (به دلیل رانندگی تحت تاثیر دارو یا الکل) رانندگی کند. کافوکو در طول سفرهایشان گه‌گاه از زندگی خود به عنوان یک بازیگر و روابط خارج از ازدواج همسر فقیدش برای او می‌گوید. یکی از داستان‌ها شامل این است که چگونه او با معشوق نهایی خود تاکاتسوکی، به قصد آسیب رساندن به او دوست شد. با این حال، در طول دوستی شش ماهه آنها که عمدتاً در بارهای محلی صرف مشروبات الکلی شد، او هرگز نتوانست اطلاعات بدی پیدا کند و در عوض با مشاهدات تاکاتسوکی همدردی می‌کند. او همچنین هرگز از انگیزه‌های همسرش مطلع نمی‌شود و آن را نقطه کور در شناخت خود از همسرش می‌نامد. پس از شنیدن داستان او، میساکی خاطرنشان می‌کند که شاید همسرش رابطه‌ای با عشق نداشته است و این دلیل کافی برای انجام این کار بود. پس از فکر کردن در مورد این گزاره، او در حالی که به رانندگی ادامه می‌دهد به خواب می‌رود.
در برخورد با بازیگران و دنیای تئاتر، «ماشینم را بران» را می‌توان نمونه‌ای از آنچه گراهام وولف آن را «تئاتر-داستان» می‌نامد در نظر گرفت. اول اینکه در نسخه سینمایی، کارگردان گواهینامه ابطال شده ندارد؛ اما به او گفته می‌شود، که سیاست‌های مدیریت تئاتر مستلزم تعیین راننده برای او است. همچنین هاماگوچی و او قبل از اینکه با راننده خود ملاقات کند؛ قالب روایت توصیف خیانت زناشویی را به فیلمبرداری واقعی از خیانت به عنوان بخشی از مقدمه‌ای که منجر به مرگ همسرش اوتو می‌شود، تغییر دادند.
برای نسخه فیلم، نیویورک تایمز گزارش داد که فیلم‌نامه نویسان به شدت برای پویایی، داستان (کوتاه) را بسط داده‌اند؛ که یک بازیگر مرد بیوه جنسیت‌گرا و راننده زن بسیار جوان‌تر، که او را با ماشین «ساب» به حرکت درمی‌آورد.
همچنین داستان اصلی دارای یک ساب ۹۰۰ کانورتیبل زرد رنگ است، اما در فیلم به ساب ۹۰۰ توربو قرمز رنگ تغییر کرد؛ تا از نظر بصری منظره هیروشیما را تکمیل کند.

## موسیقی متن
ریوسوکی هاماگوچی مایل بود آهنگ بیتلز «ماشینم را بران» را که نام فیلم و داستان برگرفته از آن است؛ را بکار گیرد، اما چون گرفتن مجوز برای استفاده از آن بسیار دشوار بود. او در عوض یک قطعه کوارتت زهی از بتهوون را اضافه کرد که مستقیماً در داستان اصلی به آن اشاره شده‌است.